# 黒川明 (実業家)
黒川 明（くろかわ あきら、1952年9月5日 - ）は、日本の実業家。参天製薬代表取締役会長兼CEO。佐賀県出身。

## 来歴
佐賀県立武雄高等学校を経て、1977年に早稲田大学政治経済学部を卒業。同年、参天製薬に入社。

1997年4月に医薬事業部長室室長、同年6月に取締役、1998年6月に医薬事業部副事業部長、2001年5月に医薬事業部長、同年6月に執行役員、2004年7月に常務執行役員に、それぞれ就任。

2006年6月、社長就任。2018年4月より現職。